# Lapeirousia arenicola
Lapeirousia arenicola är en irisväxtart som beskrevs av Rudolf Schlechter. Lapeirousia arenicola ingår i släktet Lapeirousia och familjen irisväxter. Inga underarter finns listade i Catalogue of Life.